# بوب باري
بوب باري (بالإنجليزية: Bob Barry)‏ هو مصور أمريكي، ولد في 17 مارس 1943 في سوفرن في الولايات المتحدة.

## وصلات خارجية
- الموقع الرسمي